# باشگاه فوتبال هامارابی
باشگاه فوتبال هامارابی (به انگلیسی: Hammarby Fotboll) که به صورت محلی باین (به انگلیسی: Bajen) هم خوانده می‌شود، یک باشگاه فوتبال سوئدی است که در سال ۱۹۱۵ در استکهلم تأسیس شده‌است.
این تیم تاکنون یک بار قهرمان و دو بار نائب قهرمان لیگ برتر فوتبال سوئد شده‌است. ازجمله افتخارات دیگر این باشگاه می‌توان به سه بار قهرمانی در جام حذفی فوتبال سوئد و قهرمانی جام اینترتوتو در سال ۲۰۰۷ اشاره کرد.